# Polyopeus
Polyopeus är ett släkte av svampar. Polyopeus ingår i familjen Leptosphaeriaceae, ordningen Pleosporales, klassen Dothideomycetes, divisionen sporsäcksvampar och riket svampar.
|           | Coniothyrium                           |
|           |                                        |
|           | Leptosphaeria                          |
|           |                                        |
|           | Ophiobolus                             |
|           |                                        |
|           | Parahendersonia                        |
|           |                                        |
|           | Plenodomus                             |
|           |                                        |
| Polyopeus | \| \| Polyopeus recurvatus \| \| \| \| |
|           | \| \| Polyopeus recurvatus \| \| \| \| |
|           | Sclerophomella                         |
|           |                                        |
|           | Coniothyrinula                         |
|           |                                        |
|           | Chlamydosporium                        |
|           |                                        |
|           | Didymolepta                            |
|           |                                        |
|           | Pleoseptum                             |
|           |                                        |
|           | Polyopeus recurvatus                   |
|           |                                        |

|  | Polyopeus recurvatus |
|  |                      |